# Brycinus brevis
Brycinus brevis е вид лъчеперка от семейство Alestidae. Видът е уязвим и сериозно застрашен от изчезване.

## Разпространение
Разпространен е в Гана и Нигерия.

## Описание
На дължина достигат до 25 cm, а теглото им е максимум 300 g.